# Caroline Vigneaux
Caroline Vigneaux (Nantes, 27 de janeiro de 1975) é uma advogada, atriz, roteirista e humorista francesa.

## Biografia
Caroline Vigneaux nasceu em 27 de janeiro de 1975 em Nantes. O pai dela é engenheiro, e sua mãe fonoaudióloga. Depois de ser enviada pelos pais para escolas particulares católicas, Caroline Vigneaux estudou na Universidade Pantheon-Sorbonne e obteve um diploma em direito e um diploma em Master II de Seguros e Responsabilidade Civil. Ela decidiu fazer o exame de admissão na Faculdade de Direito para atuar como advogada. Em 2000, ela obteve o Certificado de Proficiência em Direito, prestou juramento e tornou-se membro da Ordem dos Advogados de Paris. Ela se juntou à trupe de teatro da União de Jovens Advogados em 2001, uma trupe que retrata cenas e histórias vividas pelos advogados de Paris.
Dedicou-se à carreira de advogada à partir de 2001, trabalhando nas empresas Granrut e Dewey & LeBoeuf, onde permaneceu de 2005 a 2008.
Em 2008, ela se matriculou no Cours Florent e em 2009 começou como humorista, com seu monólogo. Ela era uma fada, apresentando-se no Festival de Avignon, depois no Théâtre des Blancs-Manteaux, em Paris. O show evoca a história de uma fada "louca" que se apodera do corpo de Caroline Vigneaux.
Tornou a se apresentar no Festival de Avignon, dessa vez fazendo humor com sua trajetória, da vida de advogada até chegar ao humor.
Em 2011, Stéphane Bern a contratou como colunista do "À la heure heure" na rádio francesa RTL, na qual ela fazia crônicas humorísticas na esfera judicial. No mesmo ano ela participou de "Only Wanted to Laugh" com Laurent Ruquier na France 2, realizando três esquetes humorísticos em 15 de fevereiro, 21 de fevereiro e 12 de dezembro.
Em 2013, Anne Roumanoff ofereceu a ela um papel em sua série de televisão "C'est la crise!", Transmitida na Comédie +. Ela interpretou Isla Hildeu na série de televisão Lazy Company, transmitida no Orange Cinema Series. Ela também atuou na série "La Télé commande" com Elie Semoun, transmitida no programa "So Far All Right".

## Filmografia
- C'est la crise como Sidonie (2013)
- Lazy Company como Isla Hildeu (2013-2014)
- L'esprit de famille (filme de televisão) como oftalmologista (2014)
- On voulait tout casser como Anne-Marie (2015)
- À fond, de Nicolas Benamou como Julia (2016)
- La loi de (filme de televisão) como advogada cível (2019)